# Asker-Lännäs församling
Asker-Lännäs församling är en församling i Södra Närkes kontrakt i Strängnäs stift. Församlingen ligger i Örebro kommun i Örebro län och utgör ett eget pastorat.

## Administrativ historik
Församlingen bildades 1 januari 2022 av Askers församling och Lännäs församling som före dess ingick i ett gemensamt pastorat och denna församling utgör efter sammanläggningen ett eget pastorat.

## Kyrkor
- Askers kyrka
- Lännäs kyrka
- Brevens kyrka